# Тип 90 (танк)
Тип 90 — основной боевой танк японских вооруженных сил, разработанный в 1970—1986 годах для замены танков Тип 61 и Тип 74. Принят на вооружение в 1992 году.
Стоимость первой партии из 56 танков, поступивших на вооружение в 1992 году, составила 8,7 млн долларов за единицу. По состоянию на 2006 год, стоимость одного серийного танка равнялась 790 млн. японских йен (6,6 млн. долл.). Первоначально планировалось выпустить от 500 до 800 танков такого типа, однако в действительности их было произведено 341.
По состоянию на 2012 год производство танков Тип 90 завершено и на вооружение сил самообороны Японии начал поступать более современный и дешёвый в производстве Тип 10.

## История создания и производства
Вскоре после создания танка Тип 74, Японское Верховное командование поставило задачу конструкторам Мицубиси создать более мощный и современный, полностью отечественный танк, превосходящий советский T-72 по всем параметрам. Разработка опытного образца под названием TK-X была начата в 1970 году. В 1985 году было создано два опытных образца под индексом ST-C, и в 1989 году разработка танка была завершена. На стадии разработки первые прототипы под обозначением HTC получили бронирование, сравнимое с бронированием британского танка Challenger, бронирование серийной модификации Тип 90 было усилено, защита танка способна выдерживать выстрелы собственной пушки на близких и средних дистанциях.
Танк производился компанией Мицубиси с 1990 года. Вопреки распространённому заблуждению, вызванному в первую очередь внешней схожестью Тип 90 с Leopard 2, немецкие конструкторы не участвовали в создании танка, единственный аспект, по которому проводились консультации с немецкими инженерами, касался пушки Rh120.

## Описание конструкции

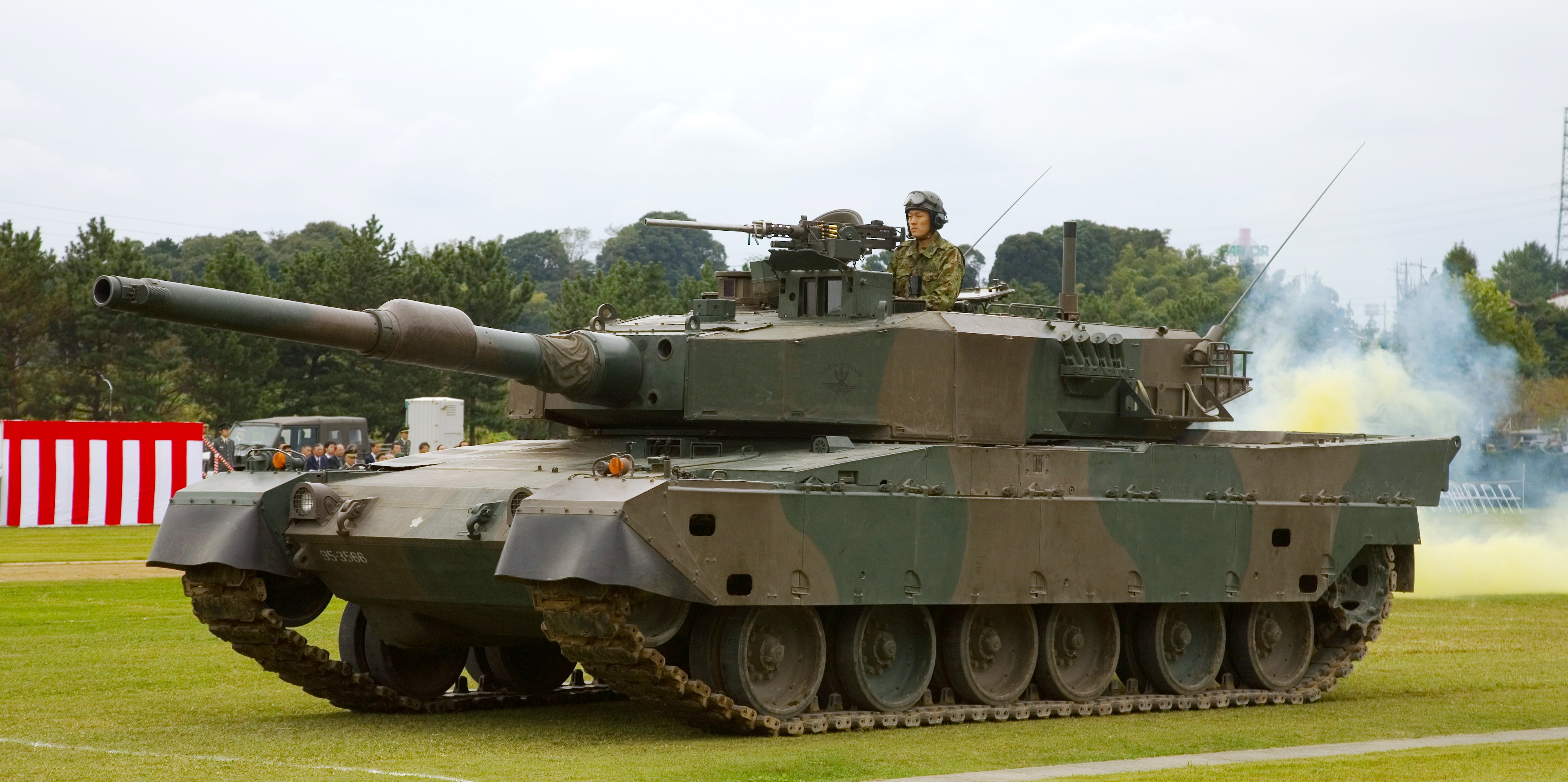
Тип 90 сбоку

Танк имеет классическую компоновку, с размещением отделения управления в лобовой части, боевого отделения — посередине и моторно-трансмиссионного отделения — в кормовой части. 
В отличие от подавляющего большинства западных основных боевых танков, на Тип 90 установлен автомат заряжания, что позволило сократить его экипаж до трёх человек — механика-водителя, наводчика и командира. 
Механик-водитель размещается слева. Командир танка размещается справа, а наводчик — слева, у каждого из них имеется отдельный люк для посадки/высадки.

### Огневая мощь

#### Система управления огнём и прицельные приборы

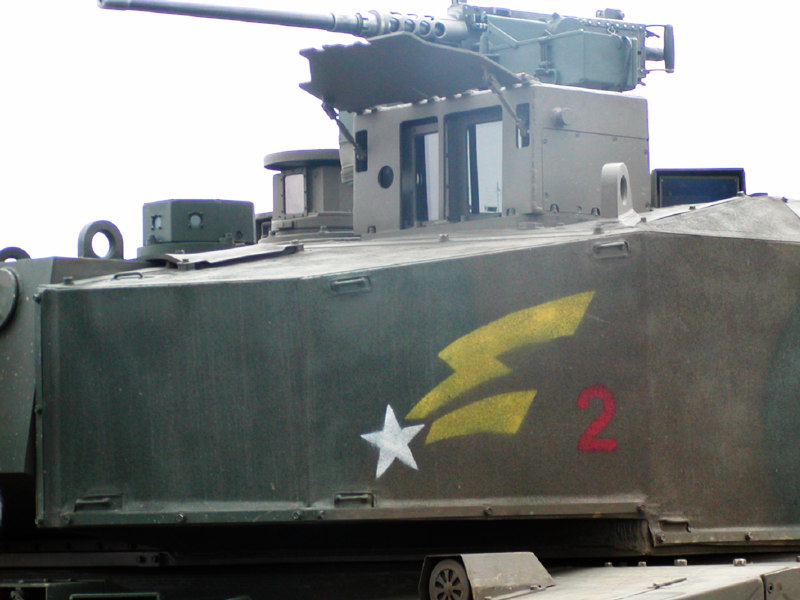
Прицельные приборы Тип 90

Система управления огнём танка Тип 90 обеспечивает автоматическое сопровождение и круглосуточное поражение целей с ходу. Современная СУО включает в себя:
- перископический прицел наводчика (дневной оптический канал, тепловизионный канал на два монитора и алюминиево-иттриевый лазерный дальномер);
- перископический прицел командира стабилизированный в двух плоскостях (производства Fuji Photo Optical Company);
- 32-битный баллистический вычислитель;
- автоматизированная система ведения огня;
- двухплоскостной стабилизатор пушки.

На командирское место установлены следующие системы:
- дневной перископический прицел кратностью 3-10x производства Nikon Corporation имеет вертикальный угол обзора: +/-29° и горизонтальный угол обзора +/-90°;
- монитор с тепловизионным каналом прицела наводчика производства Fujitsu Company.

Характеристики лазерного дальномера:
- Диапазон: от 300 до 5000 м
- Дневное усиление: от 1 до 10 раз
- Ночное усиление: от 3 до 10 раз

#### Вооружение

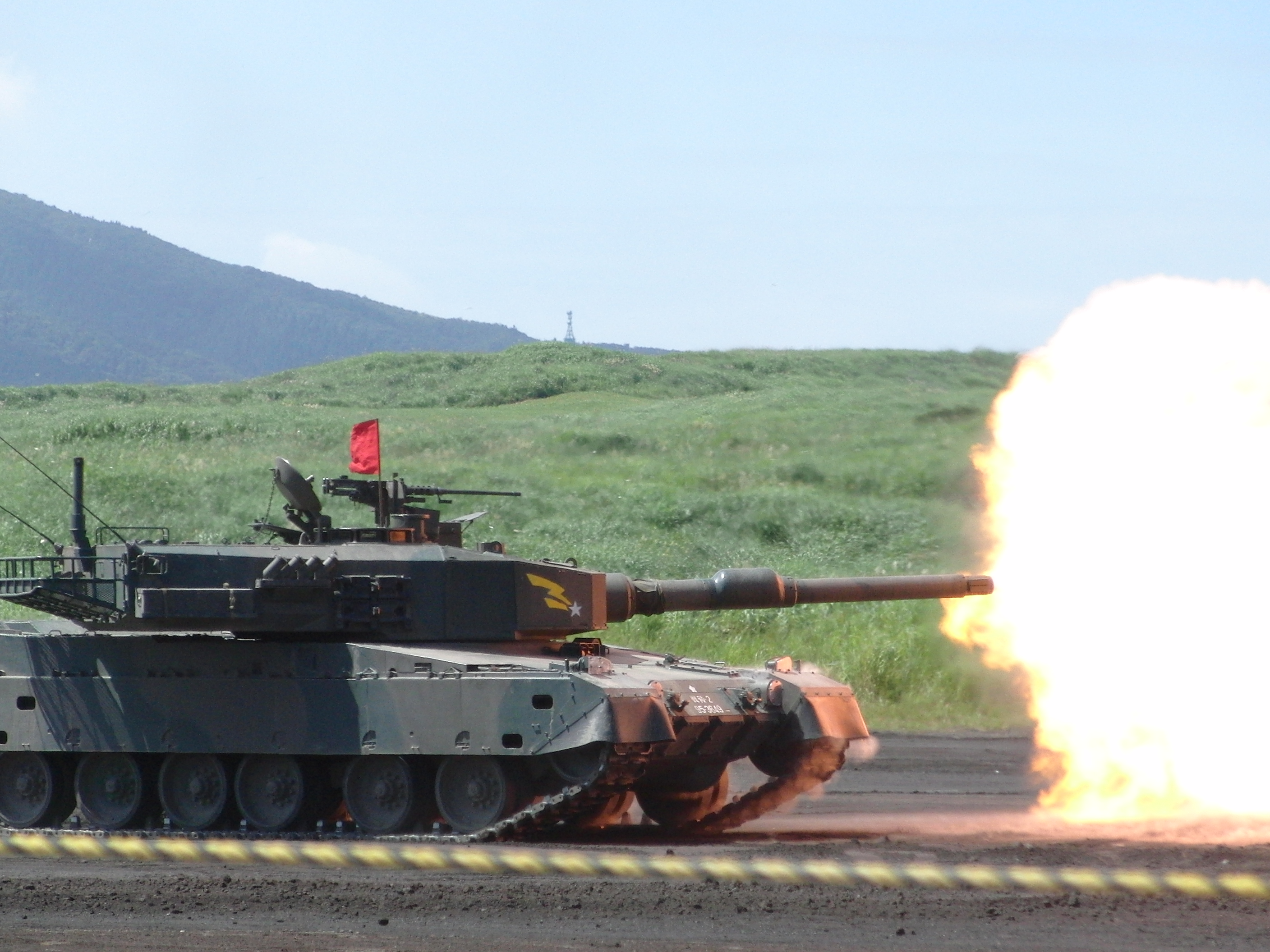
Стрельба из Тип 90

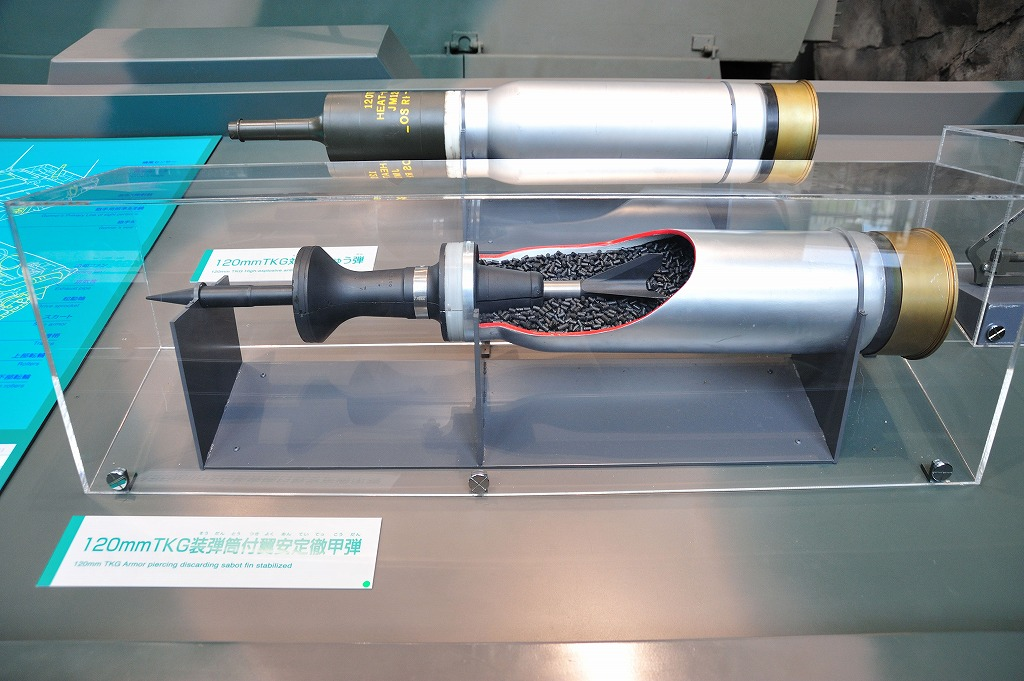
Сверху вниз: японские 120-мм выстрелы кумулятивно-осколочный JM-12A1; и БОПС JM-33 по лицензии Rheinmetall. JM-33 (DM-33) удлинение сердечника L/D=20; бронепробитие 550 мм/2 км.

Основным вооружением танка является лицензионная 120-мм гладкоствольная пушка Рейнметалл, имеющая длину ствола 44 калибра и снабжённая автоматом заряжания. Пушка оснащена эжектором пороховых газов, термокожухом и стабилизирована в двух плоскостях. Такая же пушка установлена на американский танк M1 Абрамс и немецкий «Леопард-2».
До выбора пушки Рейнметалл, японская сторона рассматривала в качестве основного варианта сначала 120-мм пушку производства Митсубиси, а затем и 135 мм орудия Дайкин Индастриз повышенной дульной энергии (заявленная скорость БОПС для 135 мм орудия превышала 2000 м/с). Несмотря на огневую мощь, значительно превосходящую Rh120 низкая цена в итоге стала решающей при выборе орудия для Тип 90. 120 мм орудие Митсубиси в последующим будет установлена в танк Тип 10. Боекомплект пушки составляет 45 выстрелов, из них 20 размещены в автомате заряжания. Пушка танка оснащена автоматом заряжания, размещённым в кормовой части башни, что позволило исключить из экипажа заряжающего.
СУО Тип 90 одно из самых современных в мире, и составляет значительную стоимость танка.
Вспомогательное вооружение
- Зенитный 12,7-мм пулемет M2HB (боекомплект 660 патронов)[1]
- Спаренный с пушкой 7,62-мм Type 74 (боекомплект 2000 патронов)

### Защищённость и живучесть

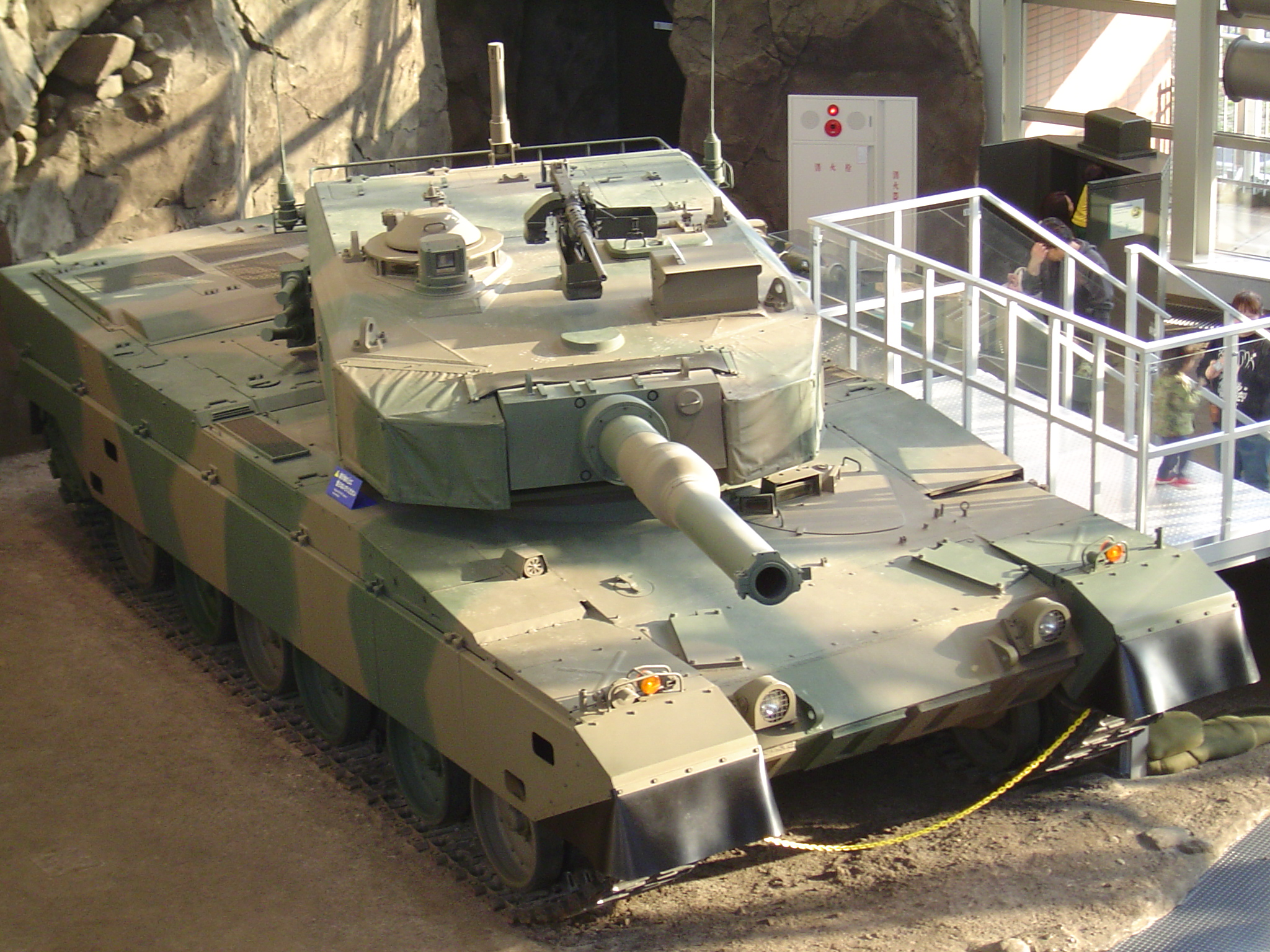
Броневой корпус и башня Тип 90

Противоснарядная стойкость в лобовой проекции первого прототипа индекса STC оценивалась (к кинетическим боеприпасам) величиной 550 мм по стали. Предсерийный прототип индекса TKX имел бронирование, аналогичное бронированию Type 90 - от 550 мм до 700 мм стали. По современным представлениям Тип 90 обладает высокими показателями защищённости — во время показательного закрытого обстрела танка в присутствии японских журналистов выяснилось, что в лобовой проекции танк защищен от попадания БОПС JM33 Rh120 с дистанции 250 метров (бронепробитие JM33 на дальности 2000 м составляет 550 мм стали); бортовая проекция башни выдерживает попадания снаряда БПС 35 мм Oerlikon с дистанции 1000 м; крыша корпуса и башни выдерживает осколки 155 мм осколочно фугасных снарядов. Ориентировочно, по расчетам пробития боеприпасов JM33 японского производства, которыми производился обстрел, его бронирование в эквиваленте катанной гомогенной брони составляет не менее 650 мм против кинетических и 650 мм против кумулятивных боеприпасов. Японские военные в ходе обстрела сообщили журналистам, что «Type 90 по бронированию не уступает современным Абрамсам» (обстрел проводился в конце 1990-х годов). Косвенно эта информация была подтверждена заявлением Чжу Юйшэна, генерального конструктора китайского ОБТ Type 99 в интервью на главном китайском федеральном канале CCTV. Добиться подобного сочетания относительной легкости композитных блоков и высокой устойчивости к огню кинетических боеприпасов удалось благодаря применению дорогого ячеистого металло-керамического композита, производимого в сотрудничестве с «Киото керамик компани». Танк среди всех современных ОБТ западной школы танкостроения (исключая Тип 10) имеет наименьшие габариты, что дает ему большую защищенность от устаревших систем наведения и управления огнем. Желание как можно сильнее ужать танк по габаритам продиктовано как желанием сократить массу (его 50 тонн выдерживает далеко не каждый японский мост), так и желанием адаптировать его под японский экипаж (среднестатистический японец меньше среднестатистического европейца). Помимо кинетической и химической защиты танк оснащён системами быстродействующего автоматического пожаротушения,  оповещения о облучении лазерным лучом и защитой от ОМП.

#### Противоснарядная защита
| Элемент бронирования    | Лоб корпуса | Лоб башни   | Борт башни |
| ----------------------- | ----------- | ----------- | ---------- |
| БПС                     | 600 мм      | 600–700 мм  | 90–110 мм  |
| Кумулятивные боеприпасы | 700–800 мм  | 900–1200 мм | 130–150 мм |

Корпус и башня танка сварные. Броневая защита танка дифференцированная. Броня в лобовой части корпуса и башни многослойная, комбинированная. Защита бортов корпуса и башни может быть усилена за счёт съёмных модулей с разнесённым бронированием.

#### Активная защита
Тип 90 оснащён системой постановки дымовых (аэрозольных) завес для противодействия управляемым ракетам с лазерным самонаведением или полуавтоматическим наведением по лучу лазера, а также препятствования работе лазерных дальномеров и постановки дымовой (аэрозольной) завесы. Танк имеет деформирующую окраску. Также были предприняты мероприятия по уменьшению шумности, дымности выхлопа и заметности в ИК диапазоне.

### Подвижность

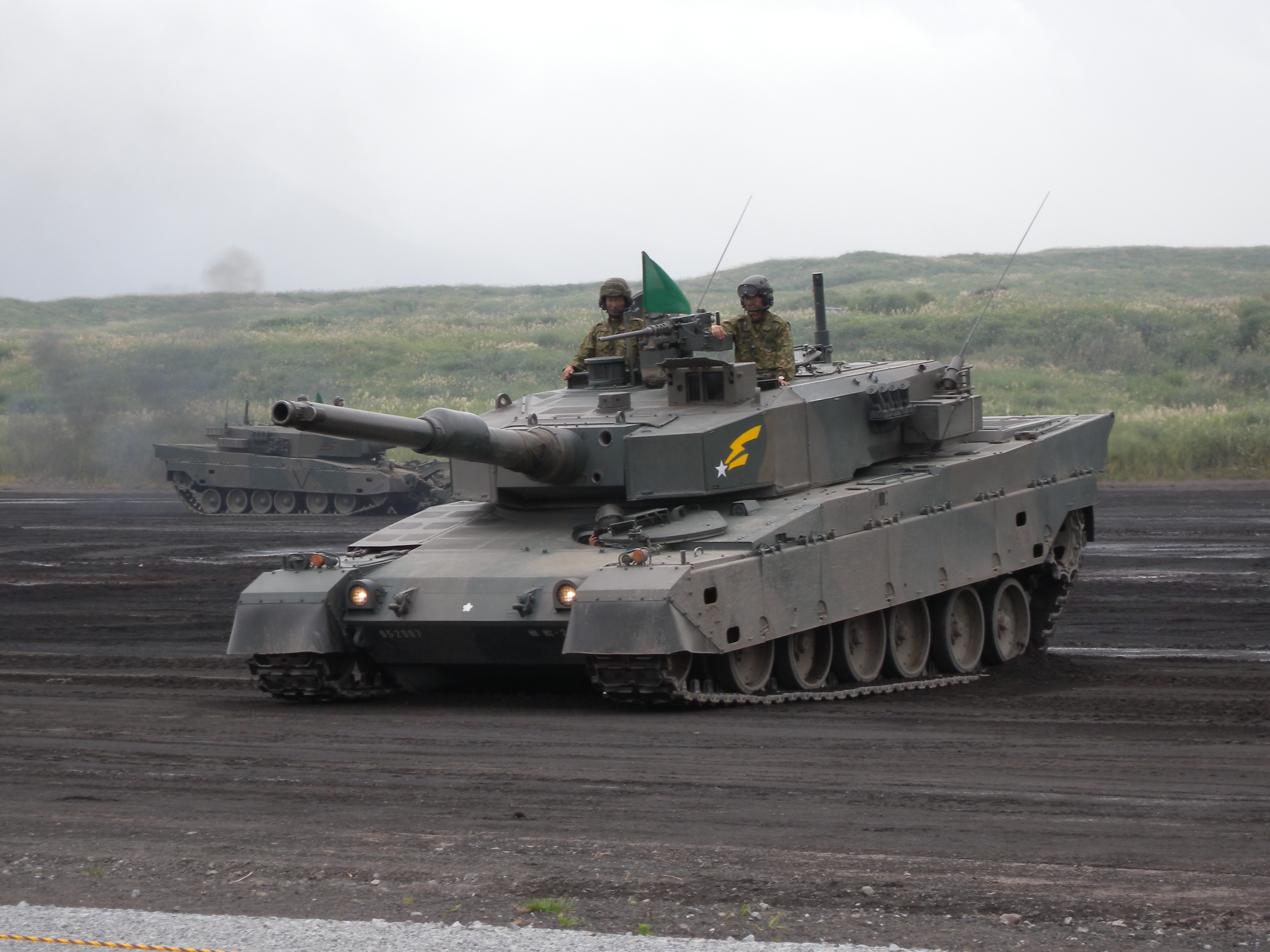
Работа активной подвески на Тип 90

#### Двигатель и трансмиссия
Тип 90 оснащён V-образным десятицилиндровым двухтактным дизелем Мицубиси 10ZG жидкостного охлаждения с непосредственным впрыском, турбонагнетателем и теплообменником. Мощность двигателя составляет 1500 л. с., что позволяет танку за 20 секунд с места проехать 200 метров. Ёмкость топливных баков составляет 1100 литров.
Автоматическая трансмиссия танка имеет 4 передачи вперёд и 2 назад. Тип 90 оснащён управлением на основе штурвала и комплексной системой управлением движения.

#### Ходовая часть
Ходовая часть шестикатковая и оснащена поддерживающими катками. Подвеска комбинированная (на крайних узлах регулируемая гидропневматическая, на остальных — торсионная). Стандартный дорожный просвет составляет 450 мм, и может изменяться в диапазоне от 200 до 600 мм. Гусеницы танка — асфальтоходные, с резинометаллическим шарниром.

### Эргономика
- Автоматическое переключение передач значительно упрощает управление, снижает время на обучение механика-водителя и снижает его утомляемость во время длительной езды на танке;
- Бортовой компьютер механика-водителя.

## Операторы
- Япония — 335 единиц, по состоянию на 2022 год[10].

## Оценка машины
| Серия                                | Т-90 «Владимир»    | Т-84       | M1 Abrams         | Leopard 2    | Leclerc            | Challenger 2     | C1 Ariete | PT-91 Twardy    |
| ------------------------------------ | ------------------ | ---------- | ----------------- | ------------ | ------------------ | ---------------- | --------- | --------------- |
| Внешний вид                          |                    |            |                   |              |                    |                  |           |                 |
| Год принятия на вооружение           | 1992               | 2000       | 1980              | 1979         | 1992               | 1998             | 1995      | 1995            |
| Современная модификация              | Т-90М «Прорыв»     | БМ «Оплот» | M1A2 Abrams SEPv3 | Leopard 2А7V | Leclerc SXXI       | Challenger 2 TES | C1 Ariete | PT-91M Pendekar |
| Год принятия современной модификации | 2020               | 2009       | 2020              | 2014         | 2009               | 1998             | 1995      | 2010            |
| Боевая масса, т                      | 48                 | 51,0       | 66,8              | 67,5         | 57,4               | 75               | 54,0      | 45,5            |
| Экипаж                               | 3                  | 3          | 4                 | 4            | 3                  | 4                | 4         | 3               |
| Калибр пушки, мм                     | 125                | 125        | 120               | 120          | 120                | 120              | 120       | 125             |
| Панорамный прицел                    | Калина             | ПНК-6      | есть              | PERI-R-12    | SFIM VS-580        | SFIM VS-580      | ATTILA    | Sagem VIGY 15   |
| Управляемое вооружение               | Рефлекс-М, Инвар-М | Комбат     | нет               | нет          | нет                | нет              | нет       | нет             |
| Боекомплект, выстрелов               | 40                 | 46         | 42                | 42           | 40                 | 52               | 42        | 40              |
| Скорострельность, выстр/мин          | 8                  | 8          | 8                 | н/д          | 12                 | н/д              | н/д       | 7               |
| Автомат заряжания                    | карусель           | карусель   | нет               | нет          | ленточный конвейер | нет              | нет       | карусель        |
| Динамическая защита                  | Реликт             | Дуплет     | TUSK ARAT         | есть         | нет                | ROMOR            | PSO/WAR   | ERAWA           |
| Активная защита                      | Арена              | Заслон     | Трофи             | MUSS         | н/д                | н/д              | н/д       | нет             |
| КОЭП                                 | Афганит            | Варта      | AN/VLQ-6 MCD      | MUSS         | н/д                | н/д              | н/д       | OBRA-3          |
| Мощность двигателя, л. с.            | 1130               | 1200       | 1500              | 1500         | 1500               | 1200             | 1300      | 1000            |
| Удельная мощность, л. с./т           | 23,5               | 23,5       | 20,3              | 22,2         | 27,5               | 19,2             | 24,1      | 22,0            |
| Максимальная скорость, км/ч          | 70                 | 70         | 67                | 72           | 72                 | 59               | 65        | 65              |
| Скорость заднего хода, км/ч          | 15                 | 30         | 40                | 31           | 38                 | 35               | 20        | 5               |
| Запас хода по шоссе, км              | 550                | 500        | 425               | 450          | 550                | 400              | 600       | 480             |
| Всего выпущено шт.                   | ~4000              | ~70        | ~10400            | ~3600        | ~860               | ~450             | ~200      | ~280            |
| Стоимость ~                          | $2,9 млн           | $6,65 млн  | $8 млн            | $15 млн      | $16 млн            | $5,5 млн         | $8 млн    | $9 млн          |

| Серия                                | Merkava                 | Arjun     | Al-Khalid   | Karrar         | Songun-ho        | K2 Black Panther   | Type 99  | Type 10                     |
| ------------------------------------ | ----------------------- | --------- | ----------- | -------------- | ---------------- | ------------------ | -------- | --------------------------- |
| Внешний вид                          |                         |           |             |                |                  |                    |          |                             |
| Год принятия на вооружение           | 1979                    | 2004      | 2001        | 2020           | 2010             | 2014               | 2001     | 2012                        |
| Современная модификация              | Merkava Mark IV «Barak» | Arjun MK1 | Al-Khalid I | Karrar         | Songun-ho II     | K2 Black Panther   | 99А2     | Type 10                     |
| Год принятия современной модификации | 2023                    | 2011      | 2020        | 2020           | 2015             | 2014               | 2011     | 2012                        |
| Боевая масса, т                      | 70,0                    | 58,5      | 48,0        | 51,0           | 44               | 55,0               | 58,0     | 44,0                        |
| Экипаж                               | 4                       | 4         | 3           | 3              | 4                | 3                  | 3        | 3                           |
| Калибр пушки, мм                     | 120                     | 120       | 125         | 125            | 125              | 120                | 125      | 120                         |
| Панорамный прицел                    | есть                    | есть      | есть        | есть           | н/д              | есть               | есть     | есть                        |
| Управляемое вооружение               | LAHAT                   | LAHAT     | нет         | есть           | Bulsae-3, Игла-1 | KSTAM              | Рефлекс  | нет                         |
| Боекомплект, выстрелов               | 48                      | 39        | 39          | н/д            | н/д              | 40                 | 41       | н/д                         |
| Скорострельность, выстр/мин          | н/д                     | 6—8       | 8           | н/д            | н/д              | 15                 | 7        | н/д                         |
| Автомат заряжания                    | нет                     | нет       | карусель    | карусель       | нет              | ленточный конвейер | карусель | ленточный конвейер          |
| Динамическая защита                  | есть                    | нет       | есть        | встроенная ERA | есть             | есть               | есть     | нет                         |
| Активная защита                      | Трофи                   | нет       | Варта       | н/д            | нет              | есть               | JD-3     | н/д                         |
| Мощность двигателя, л. с.            | 1500                    | 1400      | 1200        | 1000           | 1200             | 1500               | 1500     | 1200                        |
| Удельная мощность, л. с./т           | 21,5                    | 23,9      | 25,0        | 19,6           | 27,3             | 27,3               | 25,9     | 27,3                        |
| Максимальная скорость, км/ч          | 64                      | 70        | 70          | 70             | 70               | 70                 | 76       | 70                          |
| Скорость заднего хода, км/ч          | 25                      | 15        | 30          | 30             | 5                | 40                 | 33       | 70(реверсивная трансмиссия) |
| Запас хода по шоссе, км              | 500                     | 450       | 500         | 500            | 450              | 450                | 450      | 500                         |
| Всего выпущено шт.                   | ~2000                   | ~200      | ~900        | ~800           | ~700             | ~400               | ~1200    | ~117                        |
| Стоимость ~                          | $6 млн                  | $9,2 млн  | $9 млн      | $9 млн         | $2 млн           | $9 млн             | $2,5 млн | $12 млн                     |

### Достоинства
- Современная система управления огнём;[26]
- Высокая удельная мощность — 29,9 л. с./т. Для сравнения: у немецкого танка Leopard 2A6M — 24,0 л. с./т, у российского Т-90 — 21,5 л. с./т;
- Применение автомата заряжания позволило уменьшить экипаж до трёх человек, снизить забронированный объём и увеличить реальную скорострельность на поле боя.

### Недостатки
- На момент принятия на вооружение был одним из самых дорогих танков в мире;
- Танк трудоёмкий в производстве и оснащается большим количеством сложной электроники;
- Двухтактный двигатель танка имеет высокий удельный расход топлива;
- Отсутствует вспомогательная силовая установка.